# Margaret Murdock

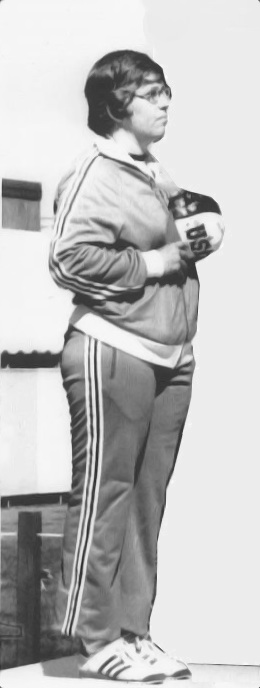
Margaret Murdock
no pódio em 1976.

Margaret Thompson Murdock (25 de agosto de 1942 Topeka, Kansas, EUA), é uma enfermeira e ex-oficial do Exército dos Estados Unidos, mais conhecida por seu sucesso em competições internacionais de tiro, incluindo uma medalha de prata nos Jogos Olímpicos de Verão de 1976.
Murdock é a primeira mulher a ganhar uma medalha no Tiro nos Jogos Olímpicos de Verão e a primeira a ganhar um Campeonato Mundial de Tiro individual aberto. Na competição internacional, Murdock estabeleceu quatro recordes mundiais individuais e nove recordes mundiais de equipe.
Margaret Murdock é membro de cinco corredores da fama, incluindo o "USA Shooting Hall of Fame" e o "Kansas Sports Hall of Fame", ela se aposentou do tiro competitivo aos 35 anos, tornando-se enfermeira, com especialização em anestesia.